# Кастильо-и-Фахардо, Франсиско дель
Франсиско дель Кастильо-и-Фахардо, 2-й маркиз де Вильядариас (исп. Francisco del Castillo y Fajardo; 17 декабря 1642 — 1716, Мадрид) — испанский военный, генерал.

## Биография
Родился в 1642 году в семье Антонио дель Кастильо-и-Мальдонадо и Каталины Фернандес де Арготе-и-де лос Риос. 
В молодости воевал во Фландрии, получил ряд повышений за боевые заслуги. 
В 1682 году вернулся в Испанию, получив высокую должность в пехоте, а позже, в 1690 году, был повышен до капитан-генерала армии, эту должность он занимал до 1693 года. 
25 марта 1685 года женился на Пауле де Веинтимиглия-и-Родригес де Сантистебан. В этом браке у них родилось шесть детей.
14 мая 1685 года Франсиско дель Кастильо-и-Фахардо стал кавалером Ордена Сантьяго. 13 ноября 1692 года умер его отец, и Франсиско унаследовал титул маркиза де Вильядариас. 
В 1694 году был направлен в Барселону в качестве капитан-генерала Каталонских Армий. В 1696 году был назначен губернатором и капитан-генералом Гипускоа, а в 1698 году был переведен в Сеуту на аналогичную должность. С 1702 по 1710 год был капитан-генералом Андалусии. 
В 1702 году, во время Войны за испанское наследство, успешно отразил атаку англо-голландских войск на Кадис. В 1704 году безуспешно пытался отбить Гибралтар у англичан. В 1710 году принял командование армией в Каталонии, но был смещен после поражения в битве при Альменаре.
В 1713 году был назначен капитан-генералом Валенсии, а через несколько месяцев получил пост капитан-генерала королевских войск.
Умер в апреле 1716 года в Мадриде, в возрасте 74 лет. Титул маркиза де Вильядариас унаследовал его сын, Антонио дель Кастильо-и-Веинтимиглия.